# Alternanthera rufa
Alternanthera rufa är en amarantväxtart som först beskrevs av Carl Friedrich Philipp von Martius, och fick sitt nu gällande namn av David Nathaniel Friedrich Dietrich. Alternanthera rufa ingår i släktet alternanter, och familjen amarantväxter. Inga underarter finns listade i Catalogue of Life.